# Ерлен Лу
Ерлен Лу (на норвежки: Erlend Loe) е норвежки журналист, литературен критик, сценарист, преводач, драматург и писател на произведения в жанра социална драма, хумор, сатира и детска литература.

## Биография и творчество
Ерлен Лу е роден на 24 май 1969 г. в Тронхайм, Норвегия. След първата си година в гимназията, прекарва една година във Франция по програма за обмен. По-късно завършва гимназия като частен ученик докато работи в общинския „Театър на бунтовниците“. Той решава да не служи в армията и вместо това работи на алтернативна държавна служба като актьор и общ работник в театралната група Stella Polaris, но не открива призванието си в това. Следва в университета на Осло и получава магистърска степен по ентология, кинознание и литературознание. Посещава за кратко и Академията за изящни изкуства в Тронхайм. После следва сценаристика в Датското филмово училище в Копенхаген. Докато пише първата си книга, работи като учител по заместване и след това следва в Художествената академия в Тронхайм. Работи и като журналист на свободна практика към вестник „Адрес“ в Тронхайм.
Литературният му дебют е през 1993 г. с романа Tatt av kvinnen (Взет от жената), който описва връзката между млад норвежец и неговата приятелка, една хумористична история за безсилието. Романът е добре приет от критиката и е екранизиран през 2007 г. в едноименния филм.
На следващата година е издадена книгата му за деца Fisken (Рибата), история за шофьора на мотокар Кърт, която прераства в отделна поредица. През 2008 г. по поредицата е направен анимационен филм.
През 1996 г. прави пробив с романа „Наивно. Супер“. Той е самоироничен разказ от първо лице за живота и перипетиите на един 25-годишен мъж, който е напуснал университета, но не е скъсал връзката си с детството и попада в ситуации, които будят смях. Книгата е преведена на повече от 20 езика по света.
Първият му роман, „Доплер“, от едноименната му поредица е издаден през 2004 г. Героят, Андреас Доплер, е уморен от обществото около него, оставя жена си и децата си, и се премества на палатка в края на гората в покрайнините на Осло, където живее усамотено. Там става най-добър приятел с лоса Бонго, с когото обича да играе игри, макар че Бонго не разбира какво се случва.
Стилът му на писане е разпознаваем и често характеризиран като умишлено наивен. Главните герои на неговите романи обикновено са мъже, преживяващи екзистенциални кризи, които искат много от ежедневието. В произведенията си често използва ирония, гротескни преувеличения, хумор, пародия и алегория. Записал е много от творбите си като аудиокниги.
От 2000 г. започва да пише и сценарии за филми. Автор е на популярния комедиен филм „Хванете хлапето“ с участието на Кристен Стюарт. През 2014 – 2015 г. заедно с Бьорн Йоханесен и Пер Шрайнер пишат сценария за сериала Kampen for tilvergen (Борба за доставки), за който печелят наградата за най-добър сценарий за драма. През 2008 г. е съосновател на организацията „Сценаристи от Осло“ – офис общност за сценаристи.
Ерлен Лу живее в Осло.

## Произведения

### Самостоятелни романи
- Tatt av kvinnen (1993)[2]
- Naiv.Super. (1996)
Наивно. Супер, изд. „КВЦ ЕООД“ (2021), прев. Василена Старирадева
- L (1999) – награда на книжарите
- Fakta om Finland (2001)
- Muleum (2007)
- Stille dager i Mixing Part (2009)
- Fvonk (2011)
- Vareopptelling (2013)
- Dyrene i Afrika (2018)
- Helvete (2019)

### Поредица „Доплер“ (Doppler)
1. Doppler (2004)[2]
Доплер, изд. „КВЦ ЕООД“ (2021), прев. Василена Старирадева
2. Volvo Lastvagnar (2005)
3. Slutten på verden slik vi kjenner den (2015)

### Детска литература
- Maria & José (1994)[2]
- Den store røde hunden (1996)
- Rumpemelk fra Afrika (2012)
- Politiland (2012)
- Hvem rumpet brunosten? (2021)

#### Поредица „Кърт“ (Kurt)
1. Fisken (1994) – награда „Там-Там“[2]
2. Kurt blir grusom (1995)
3. Kurt quo vadis? (1998) – награда на критиката за детски и юношески книги
4. Kurtby (2008)
5. Kurt Koker Hodet (2009)
6. Kurt kurér (2010)

### Пиеси
- Pingvinhjelpen (2006)

### Документалистика
- Organisten (2006) – с Петер Амундсен[4]
- Forhandle med virkeligheten. Ett år på ett hjul (2020) – есе

### Сценарии
- Detektor (2000)[4]
- Klatretøsen (2002)
- North (2009)
- En helt vanlig dag på jobben (2010)
- Fruit Delivery (2012)
- Bara sex (2012)
- Tordenskjold & Kold (2016)
- Alle hater Johan (2021)
- Gutta på skauen (2022)

### Екранизации
- 2000 Detektor
- 2000 Maria & Jose – късометражен
- 2002 Folk flest bor i Kina
- 2002 De beste går først – късометражен
- 2003 Redd barna – късометражен
- 2004 Хванете хлапето, Catch That Kid
- 2007 Tatt av kvinnen
- 2008 Kurt blir grusom – анимационен филм
- 2009 Nord – история
- 2010 En helt vanlig dag på jobben
- 2012 Fruit Delivery – късометражен
- 2012 Fisken och apelsinen – късометражен
- 2012 Bara sex – късометражен
- 2014 – 2015 Kampen for tilværelsen – тв сериал, 16 епизода
- 2016 Торденшолд и Колд, Tordenskjold & Kold
- 2018 Heimebane – тв сериал, 1 епизод
- 2019 Quick – история
- 2020 22. juli – тв минисериал
- 2020 Gledelig jul
- 2021 Maxitaxi Driver – тв сериал
- 2021 Kamikaze – тв сериал, 8 епизода
- 2022 Alle hater Johan
- 2022 Gutta på skauen – тв сериал, 10 епизода
- Stockholm Bloodbath
- Elskede Poona